# 歴史の起原と目標
『歴史の起原と目標』（Vom Ursprung und Ziel der Geschichte）は、ドイツの実存主義哲学者で精神科医のカール・ヤスパースが1949年に刊行した。日本語訳は下記。

## 大まかな構成
「枢軸時代」の観点を提示して世界史の再解釈をほどこし、新しい世界史像を提唱した哲学書
従来までの世界史を扱った第一部、現在と未来について論じた第二部、歴史の意味について論じた第三部の3部構成になっている。

## 章・節の構成

### 第一部 世界史
緒論 世界史の構造
第一章 枢軸時代
- a 枢軸時代の輪郭
- b 枢軸時代という観点から構想された世界史の構造
- c 枢軸時代という提言の検討
  - 1 この事実は存在したのか?
  - 2 いかなるたぐいの平行論が主張されているのか?
  - 3 この事実は何に起因するのか?
  - 4 枢軸時代の意義の問題

第二章 世界史の図式
第三章 先史時代
- a 歴史と先史
- b 先史への態度
- c 先史時代の時間的図式
- d 先史時代に何が起こったのか?
  - 1 人間の生物学的諸性質
  - 2 歴史的な獲得
- e 先史全体としての様相
- f 全人間の同属性の問題

第四章 古代史上の高度文化
- a 概観
- b いかなる出来事が歴史を準備したか?
- c 古代高度文化の共通性と相違性

第五章 枢軸時代とその結果
- a 枢軸時代による世界史の構成
- b 破開以後の世界史
- c インド・ゲルマン民族の意義
- d 西洋の歴史
  - 1 全体としてみた様相
  - 2 キリスト教的枢軸の意義
  - 3 西洋における教養の連続性

第六章 西洋の特異性
第七章 東洋（オリエント）と西洋（オクシデント）
第八章 再論 世界史の図式

### 第二部 現在と未来
第一章 本質的に新たなもの 科学と技術
- 緒論
- Ⅰ 近代科学
  - a 近代科学の特性
  - b 近代科学の由来
  - c 近代科学の課題と逸脱
- 近代技術
  - a 技術の本質
    - 1 技術の定義
    - 2 技術史上の大きな断層

  - b 労働の本質
    - 1 労働の定義
    - 2 近代技術の断層以後の労働

  - c 労働と技術の評価
    - 労働の評価
    - 近代技術の評価
    - 1 自然からの疎外と自然への新たな接近
    - 2 技術の限界の誤認
    - 3 技術の魔性の認知

第二章 現代世界の直面する状況
- 緒論
  - a 現代の情勢の特徴
    - 1 大衆が生起の決定的因子となる
    - 2 伝統的価値の崩壊（信仰の喪失）

  - b 現代の情勢の由来
  - c 総括

第三章 未来の問題
- Ⅰ 目標、すなわち自由
  - a 自由の哲学的概念
  - b 権力と政治的自由
- Ⅱ 基本的傾向
  - a 社会主義
    - 1 社会主義の源泉と概念
    - 2 権力
    - 3 計画化と全体計画化
    - 4 経済構造の未来像、自由競争か計画経済か?
    - 5 計画化の手段、すなわち官僚制
    - 6 有意義な計画化の限界
    - 7 社会主義と全体計画化
    - 8 全体計画の動機と全体計画化の克服

  - b 世界の統一
    - 緒論 枢軸時代末期への史的類似
    - 1 世界帝国もしくは世界秩序
    - 2 強国の政治的支配
    - 3 世界秩序への途上における危険
    - 4 世界秩序の可能性に反対する思想
    - 5 世界秩序の理念

  - c 信仰
    - 1 信仰とニヒリズム
    - 2 現代の情勢の展望
    - 3 永遠の信仰の基本的範疇
    - 4 未来における信仰

### 第三部 歴史の意味
緒論 歴史的考察の意義
第一章 歴史の限界
- a 自然と歴史
- b 遺伝と伝統
- c 歴史と宇宙

第二章 歴史の基本的構造
- a 一般者と個体
- b 歴史の過渡的存在

第三章 歴史の統一性
- 緒論
- a 統一を暗示する諸事実
  - 1 人間本性の統一性
  - 2 普遍的なもの
  - 3 進歩
  - 4 空間と時間における統一
  - 5 幾多の特殊な統一
- b 意味と目標による統一
- c 全体的思惟にとっての統一
- 総括

第四章 現代の歴史的意義
- a 研究方法の多面性と厳密性
- b 全体思惟の克服
- c 単なる審美的考察の克服
- d 人類の統一
- e 歴史と現在はわれわれにとって不可分となる

第五章 歴史の克服

## 日本語訳
- カール・ヤスパース『ヤスパース選集Ⅸ　歴史の起原と目標』 Vom Ursprung und Ziel der Geschichte　重田英世 訳、理想社、1964。度々重版
- 『世界の大思想 40 ヤスパース（歴史の起原と目標、理性と実存、哲学の小さな学校）』

重田英世ほか 訳／河出書房新社、1972、ワイド版 2005、電子書籍版 2017
伝記文献
- 重田英世『ヤスパース 人類の知的遺産71』講談社、1982年。伝記・著作解説、著書「哲学」「真理について」を抜粋訳
- 宇都宮芳明『ヤスパース 人と思想』清水書院、新装版2014年